# 서열 정렬

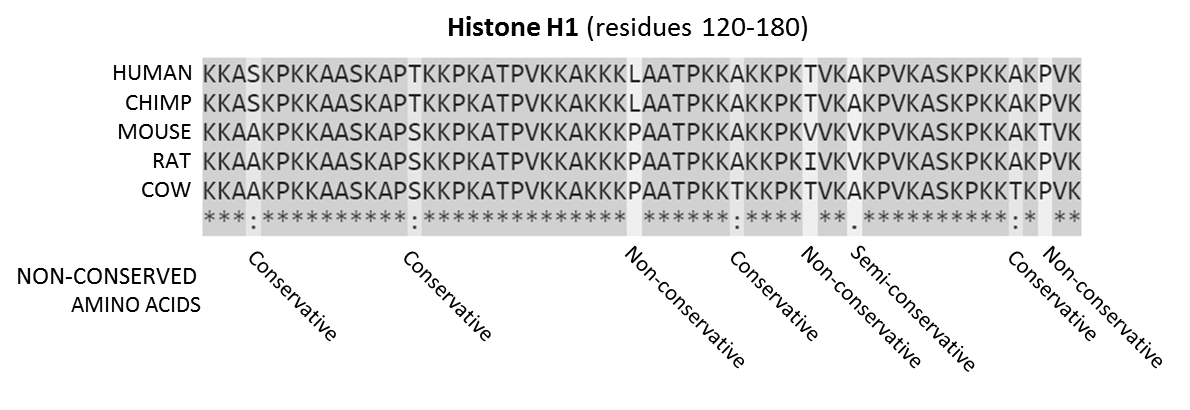

서열 정렬(序列整列, 영어: sequence alignment)은 유전자나 단백질의 서열을 다이내믹 프로그래밍 기반의 컴퓨터 스트링 정렬 알고리즘을 이용하여 배열하는 것을 말한다. 주로 생물정보학에서 많이 쓰인다. 서열정렬은 쌍서열정렬(pairwise sequence alignment)와 다중서열정렬(Multiple sequence alignment)로 나뉘고, 복서열정열은 클러서틀계열의 프로그램으로 정렬을 한다.

## 같이 보기
- 생물정보학